# Matei Zaharia
Matei Zaharia est un chercheur et informaticien romano-canadien. Il est le créateur du framework de calcul distribué Apache Spark, et le cofondateur et CTO de la société américaine de data warehousing Databricks (en).

## Biographie
Matei Zaharia est né en Roumanie, et sa famille a immigré au Canada après la révolution roumaine de 1989. Il suit ses études secondaires au Jarvis Collegiate Institute (en) à Toronto. Après le lycée, il poursuit ses études à l'Université de Waterloo, en Ontario. Pendant ses années universitaires, il se distingue en remportant une médaille d'or au Concours international de programmation universitaire (ICPC) en 2005, où son équipe se classe quatrième mondiale et première d'Amérique du Nord. Il contribue également à des projets comme le rendu de l'eau dans le jeu open-source 0 A.D.
C’est lors de son doctorat à l'Université de Californie à Berkeley, aux États-Unis, qu'il conçoit le framework de calcul distribué Apache Spark en 2009, dans le cadre de ses recherches à l'AMPLab (en). 